# Ibrohimxalil Yo'ldoshev
Ibrohimxalil Yo'ldoshev (Yangiariq, 14 febbraio 2001) è un calciatore uzbeko, difensore del Neftchi Fergana e della nazionale uzbeka.

## Carriera

### Club
Cresciuto nel settore giovanile del Paxtakor, ha esordito in prima squadra il 1º ottobre 2019 giocando l'incontro del campionato uzbeko vinto 3-0 contro il So'g'diyona.
Il 26 agosto 2021 viene acquistato dai russi del Nižnij Novgorod.

### Nazionale
Ha giocato nella nazionale uzbeka Under-19.
Il 3 ottobre 2020 ha esordito con la nazionale maggiore uzbeka giocando l'amichevole vinta 2-1 contro il Tagikistan.

## Statistiche

### Presenze e reti nei club
Statistiche aggiornate al 5 settembre 2021.
| Stagione        | Squadra         | Campionato      | Campionato | Campionato | Coppe nazionali | Coppe nazionali | Coppe nazionali | Coppe continentali | Coppe continentali | Coppe continentali | Altre coppe | Altre coppe | Altre coppe | Totale | Totale |
| Stagione        | Squadra         | Comp            | Pres       | Reti       | Comp            | Pres            | Reti            | Comp               | Pres               | Reti               | Comp        | Pres        | Reti        | Pres   | Reti   |
| --------------- | --------------- | --------------- | ---------- | ---------- | --------------- | --------------- | --------------- | ------------------ | ------------------ | ------------------ | ----------- | ----------- | ----------- | ------ | ------ |
| 2019            | Paxtakor        | OL              | 1          | 0          |                 | -               | -               |                    | -                  | -                  |             | -           | -           | 1      | 0      |
| 2020            | Bunyodkor       | OL              | 21         | 1          |                 | -               | -               |                    | -                  | -                  |             | -           | -           | 21     | 1      |
| 2021            | Paxtakor        | OL              | 12         | 2          |                 | -               | -               | ACL                | 5                  | 0                  |             | -           | -           | 17     | 2      |
| 2021-2022       | Nižnij Novgorod | PL              | 1          | 0          | CR              | 0               | 0               |                    | -                  | -                  |             | -           | -           | 1      | 0      |
| Totale carriera | Totale carriera | Totale carriera | 35         | 3          |                 | 0               | 0               |                    | 5                  | 0                  |             | -           | -           | 40     | 3      |

### Cronologia presenze e reti in nazionale
| Cronologia completa delle presenze e delle reti in nazionale ― Uzbekistan | Cronologia completa delle presenze e delle reti in nazionale ― Uzbekistan | Cronologia completa delle presenze e delle reti in nazionale ― Uzbekistan | Cronologia completa delle presenze e delle reti in nazionale ― Uzbekistan | Cronologia completa delle presenze e delle reti in nazionale ― Uzbekistan | Cronologia completa delle presenze e delle reti in nazionale ― Uzbekistan | Cronologia completa delle presenze e delle reti in nazionale ― Uzbekistan | Cronologia completa delle presenze e delle reti in nazionale ― Uzbekistan |
| Data                                                                      | Città                                                                     | In casa                                                                   | Risultato                                                                 | Ospiti                                                                    | Competizione                                                              | Reti                                                                      | Note                                                                      |
| ------------------------------------------------------------------------- | ------------------------------------------------------------------------- | ------------------------------------------------------------------------- | ------------------------------------------------------------------------- | ------------------------------------------------------------------------- | ------------------------------------------------------------------------- | ------------------------------------------------------------------------- | ------------------------------------------------------------------------- |
| 3-9-2020                                                                  | Tashkent                                                                  | Uzbekistan                                                                | 2 – 1                                                                     | Tagikistan                                                                | Amichevole                                                                | -                                                                         |                                                                           |
| 12-10-2020                                                                | Dubai                                                                     | Emirati Arabi Uniti                                                       | 1 – 2                                                                     | Uzbekistan                                                                | Amichevole                                                                | -                                                                         | 90’                                                                       |
| 12-11-2020                                                                | Sharja                                                                    | Siria                                                                     | 1 – 0                                                                     | Uzbekistan                                                                | Amichevole                                                                | -                                                                         |                                                                           |
| 17-11-2020                                                                | Dubai                                                                     | Uzbekistan                                                                | 1 – 2                                                                     | Iraq                                                                      | Amichevole                                                                | -                                                                         |                                                                           |
| 15-2-2021                                                                 | Dubai                                                                     | Giordania                                                                 | 0 – 2                                                                     | Uzbekistan                                                                | Amichevole                                                                | -                                                                         |                                                                           |
| 29-3-2021                                                                 | Tashkent                                                                  | Uzbekistan                                                                | 0 – 1                                                                     | Iraq                                                                      | Amichevole                                                                | -                                                                         |                                                                           |
| 11-6-2021                                                                 | Riad                                                                      | Yemen                                                                     | 0 – 1                                                                     | Uzbekistan                                                                | Qual. Mondiali 2022                                                       | -                                                                         | 90’                                                                       |
| 15-6-2021                                                                 | Riad                                                                      | Arabia Saudita                                                            | 3 – 0                                                                     | Uzbekistan                                                                | Qual. Mondiali 2022                                                       | -                                                                         | 53’                                                                       |
| Totale                                                                    |                                                                           | Presenze                                                                  | 8                                                                         |                                                                           | Reti                                                                      | 0                                                                         |                                                                           |

## Palmarès

### Club

#### Competizioni nazionali
- Campionato uzbeko: 1

Paxtakor: 2019
- Coppa di Lega uzbeka: 1

Paxtakor: 2019
- Coppa dell'Uzbekistan: 1

Paxtakor: 2019
- Supercoppa dell'Uzbekistan: 1

Paxtakor: 2021
- Campionato kazako: 1

Qairat: 2024

### Nazionale
- Giochi asiatici: 1

2022